# 크람푸스 2: 사탄의 저주
《크람푸스2: 사탄의 저주》(Krampus: The Devil Returns, Krampus 2)는 미국에서 제작된 제이슨 헐 감독의 2016년 액션, 공포, 스릴러 영화이다. 숀 C. 필립스 등이 주연으로 출연하였다. 이 영화는 스노 도그 스튜디오 배너를 통해 제작되었으며 2016년 10월 4일 ITN 디스트리뷰션을 통해 전 세계에 배급되었다.

## 출연

### 주연
- 숀 C. 필립스
- R.A. 미헤일로프